# Poljšica pri Gorjah
Poljšica pri Gorjah este o localitate din comuna Gorje, Slovenia, cu o populație de 251 de locuitori.